# You Got It
You Got It är en låt skriven av Jeff Lynne, Roy Orbison och Tom Petty. Låten lanserades som singel av Roy Orbison i januari 1989 och blev en stor internationell hitsingel. Den finns även med på albumet Mystery Girl.
Roy Orbison framförde bara låten för publik en gång, vid ett uppträdande i Antwerpen. Detta filmades och har inkluderats i musikvideon till låten. Han avled sedan bara två dagar efter uppträdandet.
Låten spelades 1995 in av Bonnie Raitt som också fick en mindre hit med den.

## Listplaceringar
- Billboard Hot 100, USA: #9[1]
- UK Singles Chart, Storbritannien: #3[2]
- Nederländerna: #4[3]
- Österrike: #4[4]
- Schweiz: #9[5]
- Australien: #3[6]
- Nya Zeeland: #2[7]
- VG-lista, Norge: #3[8]
- Topplistan, Sverige: #5[9]